# ISO 3166-2:AM
ISO 3166-2:AM é o subconjunto de códigos definidos no ISO 3166-2, parte do padrão ISO 3166 publicado pela Organização Internacional para Padronização (ISO), para os nomes das principais subdivisões da Armênia.
Os códigos cobrem 10 regiões e 1 cidade. Cada código é composto de duas partes, separadas por um hífen. A primeira parte é AM, o código ISO 3166-1 alfa-2 da Armênia, e a segunda parte é um subcódigo de duas-letras.

## Códigos atuais
Códigos ISO 3166 e nomes de subdivisões estão listados como é o padrão oficial publicado pela Agência de Manutenção (ISO 3166/MA). As colunas podem ser classificadas clicando nos respectivos botões.
| Código | Subdivisão nome | Subdivisão tipo |
| ------ | --------------- | --------------- |
| AM-ER  | Erevã           | Cidade          |
| AM-AG  | Aragac̣otn       | Região          |
| AM-AR  | Ararate         | Região          |
| AM-AV  | Armavir         | Região          |
| AM-GR  | Geġark'unik'    | Região          |
| AM-KT  | Kotayk'         | Região          |
| AM-LO  | Loṙy            | Região          |
| AM-SH  | Širak           | Região          |
| AM-SU  | Siunique        | Região          |
| AM-TV  | Tavuš           | Região          |
| AM-VD  | Vayoc Jor       | Região          |